# توم براهل
توم براهل (بالسويدية: Tom Prahl)‏ هو لاعب كرة قدم ومدرب كرة قدم سويدي، ولد في 5 يناير 1949 في Smedstorp ‏ في السويد.

## وصلات خارجية
- توم براهل على موقع قاعدة بيانات كرة القدم.إي يو (الإنجليزية)
- توم براهل على موقع عالم كرة القدم.نت (الإنجليزية)